# أنتوني باجون
أنتوني باجون (بالفرنسية: Anthony Bajon)‏
```
هو 
ممثل
 
فرنسي
.
[
1
]
 ولد في 
7 أبريل
 
1994
 في 
فيلنوف سان جورج
، 
فرنسا
. اشتهر بدوره الرائد في فيلم «الصلاة»، الذي أكسبه تقديرًا نقديًا و
جائزة الدب الفضي لأفضل ممثل
.
```

## روابط خارجية
- أنتوني باجون على موقع IMDb (الإنجليزية)
- أنتوني باجون على موقع ميتاكريتيك (الإنجليزية)
- أنتوني باجون على موقع روتن توميتوز (الإنجليزية)
- أنتوني باجون على موقع ألو سيني (الفرنسية)
- أنتوني باجون على موقع ديسكوغز (الإنجليزية)
- أنتوني باجون على موقع قاعدة بيانات الفيلم (الإنجليزية)
- أنتوني باجون على موقع كينوبويسك (الروسية)